# 10746 Mühlhausen
10746 Mühlhausen là một tiểu hành tinh vành đai chính với chu kỳ quỹ đạo là 1619.6887930 ngày (4.43 năm).
Nó được phát hiện ngày 10 tháng 2 năm 1989.